# Roberto García-Calvo Montiel
Roberto García-Calvo Montiel (La Bañeza, 14 de juny de 1942 - Villaviciosa de Odón, 18 de maig de 2008) fou un jurista espanyol, magistrat del Tribunal Constitucional espanyol. Destacà pel seu perfil conservador i espanyolista, i l'oposició a l'aprovació de l'Estatut d'Autonomia de Catalunya de 2006.

## Biografia
García-Calvo va néixer el 14 de juny de 1942 al poble castellà de La Bañeza. Llicenciat en Dret, va ser número u de la XVIIa promoció de l'Escola Judicial i el juliol de 1968 va ingressar a la carrera fiscal; tres anys més tard va ser designat president del Tribunal Provincial d'Empara d'Almeria, on fins a aquell moment era tinent fiscal de l'Audiència Provincial. Durant aquestes èpoques va ocupar diferents càrrecs en el sindicalisme vertical i en el Ministeri d'Educació.
El 10 d'abril de 1976 va ser nomenat cap provincial del Movimiento i Governador Civil d'Almeria per Carlos Arias Navarro, càrrec en el qual va romandre fins que a mitjans de 1977 va presentar la seva dimissió per reincorporar-se a la carrera judicial com a magistrat de Treball a Guadalajara. El 1979 va ser destinat a la magistratura de Treball número 8 de Madrid, i el 1986 va ser nomenat magistrat del Tribunal Central de Treball.
El 7 de març de 1989 va ser elegit vocal del Consell General del Poder Judicial (CGPJ), càrrec que va ocupar fins a 1990. García-Calvo, que es presentava com a únic candidat a la vacant del CGPJ, va ser elegit pel Senat a proposta d'Alianza Popular (AP) i va obtenir 154 vots a favor dels 152 necessaris per ser ratificat per la Cambra. En dues ocasions anteriors, el març i l'abril de 1988, el Congrés de Diputats havia votat en contra de la seva candidatura, en no comptar aquesta amb el suport del PSOE.
En el CGPJ va formar part de les comissions d'Estudis, Informes i Disciplinària. L'octubre de 1990, en finalitzar el mandat dels vocals del CGPJ elegits majoritàriament el 1985, García-Calvo, que havia estat nomenat el 1989, va recórrer en empara al Tribunal Constitucional per considerar que havia de romandre en el càrrec fins a complir els seus cinc anys de mandat. El 30 d'octubre del mateix any el Constitucional va decidir, per unanimitat dels tres magistrats que van formar sala, no admetre a tràmit el recurs que havia interposat.
Després va exercir com a fiscal del Tribunal Suprem espanyol fins al 25 d'octubre de 1995, data en què va ser elegit magistrat de la Sala Segona de l'esmentat Tribunal, en substitució de Marí Barber. En aquesta votació García-Calvo va obtenir deu vots davant set del catedràtic Santiago Mir.
El maig de 1998 va advocar per aconseguir "la màxima aproximació de la carrera judicial a la carrera fiscal", ja que aquest model atorgaria al Ministeri Fiscal "més independència del poder polític".
També va tenir relació amb el denominat Cas Liaño. El 21 de març de 2001, el Suprem va rebutjar, per 10 vots a un (el de García-Calvo), el conflicte de jurisdicció instat pel Ministeri de Justícia contra la Sala Penal de l'alt tribunal. El Suprem va manifestar que l'esmentat conflicte podia resultar "constitucionalment improcedent" perquè el Tribunal de Conflictes no pot revisar o anul·lar resolucions fermes del Suprem.
El juliol de 2001 va ser proposat pel Partido Popular com a candidat a una de les quatre vacants de magistrat del Tribunal Constitucional. El 30 d'octubre de 2001, Eugeni Gay és elegit magistrat del Tribunal Constitucional pel Congrés dels Diputats, al costat de Javier Delgado, expresident del CGPJ i del Suprem, Roberto García-Calvo i Elisa Pérez per a un mandat de nou anys. Els quatre nous magistrats van prendre possessió del seu càrrec el 12 de novembre, en el ple del TC que també van jurar els seus càrrecs el nou president, Manuel Jiménez de Parga, i el vicepresident, Tomás Vives. García-Calvo va ser membre de l'Asociación de Fiscales (AF).
Un dels episodis més polèmics de la seva etapa en el TC va ser la recusació que contra ell va presentar, l'octubre de 2006, la Generalitat de Catalunya, per "falta d'imparcialitat" en relació amb els recursos presentats contra l'Estatut de Catalunya, pel Partido Popular. Un any més tard, el 19 d'octubre de 2007, el Govern espanyol va decidir recusar-lo junt amb el també magistrat del TC Jorge Rodríguez-Zapata, perquè no intervinguessin en el recurs del PP contra la Llei Orgànica del Tribunal Constitucional, per considerar-los contaminats en el procés. Ambdós magistrats van expressar el juny de 2007, a través d'un escrit, la seva "més profunda discrepància" amb la reforma aprovada de la LOTC i concretament amb l'article que estableix que s'ampliï automàticament el mandat de la presidenta del TC, María Emilia Casas. El 12 de març d'aquest any el ple de l'Alt Tribunal va estimar per majoria la recusació d'ambdós magistrats, que van quedar exclosos del recurs.
Altres episodis polèmics en el que va participar amb postures contràries foren l'excarceració de la Mesa d'Herri Batasuna l'any 1999 i la despenalització dels matrimonis homosexuals.
García-Calvo va morir el 18 de maig de 2008 al seu domicili de la urbanització El Bosque, a la ciutat castellana de Villaviciosa de Odón, a l'edat de 65 anys.